# .ci
.ci è il dominio di primo livello nazionale assegnato alla Costa d'Avorio.
È amministrato dall'Autorité de Régulation des Télécommunications/TIC de Côte d’lvoire (ARTCI).